# دي جي ودي
دي جي ودي (بالإنجليزية: DJ Woody)‏ هو موسيقي بريطاني، ولد في 1977.